# 번영의 수호자 작전
번영의 수호자 작전(Operation Prosperity Guardian)은 홍해 해상에서 후티가 주도하는 선박 공격에 반격하기 위해 2023년 12월 결성된 미국, 영국 주도 다국적 연합군의 군사작전이다.
2023년 10월 이스라엘-하마스 전쟁 발발한 후 예멘의 후티 반군은 홍해에서 이스라엘을 봉쇄하고 이스라엘로 향하거나 이스라엘과 연관된 상선에 대해 공격을 시작했다. 2023년 12월 18일, 로이드 오스틴 미국 국방장관은 봉쇄를 종식시키고 이 지역의 국제 해운에 대한 후티군의 위협에 대응하기 위한 국제 해양 보안군 창설을 발표했다.
연합군에는 현재 20명 이상의 회원국이 있으며 그 중 10명은 익명으로 참여하고 있다. 해당 지역의 자유로운 상업 운송에 경제적으로 의존하고 있는 이집트와 사우디아라비아는 연합군에 참가하지 않았으며, 프랑스, 이탈리아, 스페인도 참가를 거부했다. 수에즈 운하청의 우사마 라비아 의장은 "수에즈 운하의 해운은 홍해에서 일어나는 일의 영향을 받지 않았다"고 주장했지만, 그럼에도 불구하고 1월 9일 유엔 안전보장이사회는 상선에 대한 후티의 공격을 중단할 것을 요구하는 결의안을 채택했다.
UNSC 결의안이 가결된 날, 후티 반군은 홍해의 국제 선박과 군함에 사상 최대 규모의 18-24 공격 드론과 미사일 포격을 가했다. 이에 대응하여 1월 12일 연합군은 예멘의 후티 주요 거점에 대해 공습을 개시했다.

## 배경
이 작전의 목표는 홍해, 바브 알만데브, 아덴 만 에서 항해의 자유와 해운 안전을 보장하는 것이다. 2023년 이스라엘-하마스 전쟁이 시작된 후 여러 민간 컨테이너 및 화물선이 아덴만에서 후티군에 의해 공격을 받고 납치되었다. 후티군은 이스라엘과 연결되어 있는 선박만 표적이 되었다고 말했지만, 많은 선박이 아마 이동 중 자동 식별 시스템 신호를 꺼 이스라엘과 연결되어 있지 않은 선박도 표적이 되었다. 후티 반군은 이스라엘이 인도주의적 보급품이 가자지구에 들어오도록 허용하면 공격이 끝날 것이라고 주장하고 있으며, 봉쇄 시도는 이스라엘의 서방 동맹국이 전쟁에서 이스라엘의 작전을 억제하기 위해 노력하도록 압력을 가하는 방법으로 간주되고 있다. 공격으로 인해 많은 주요 해운 회사는 수에즈 운하를 우회하도록 경로를 바꾸게 되었으며, 2024년 1월 1일 기준 , 최소 17척의 민간 선박이 공격을 받았다.
홍해를 오가는 수로는 지중해와 인도양, 수에즈 운하와 아프리카의 뿔을 연결하는 세계 경제의 해운 관문 으로, 이코노미스트는 이런 2023년 상황을 "새로운 수에즈 위기 "라고 불렀다.
1월 첫째 주 일일 평균 통과 선박에는 벌크선 105척과 유조선 58척으로, 전주의 벌크선 115척과 유조선 70척보다 감소했다.

## 군힘
미 연합 해군이 통제하는 연합 태스크 포스 151은 미국 해군의 제2항공모함타격단을 포함한 작전 선박을 통제할 계획이다. 이 공격단은 항공모함 USS 드와이트 D. 아이젠하워와 알레이버크급 구축함으로 구성된 호위전단, USS 그레이블리, USS 라분, USS 메이슨 등으로 구성되어있다. 다른 참여국의 선박으로는 영국 구축함 HMS 다이아몬드가 있으며, 덴마크와 그리스는 각각 호위함 한 척을 보낼 계획을 발표했다.
네덜란드는 참모 2명을 파견할 계획이다. 노르웨이는 최대 10명의 참모를 파견할 계획이지만 12월 21일 현재 선박은 파견되지 않고 있다. 호주는 군 장교 11명을 파견하겠다고 밝혔으나 미국의 군함 파견 요청을 거부했다. 덴마크는 장교를 파견할 것이라고 발표했ek.
캐나다는 아르테미스 작전을 통해 참모 3명을 파견할 예정이며, 캐나다군은 불특정 수의 육상, 공중, 해상 지원 차량을 배치할 예정이다. 세이셸은 어떠한 선박이나 인력도 파견하지 않았으며, 바레인에 본거지를 둔 연합해군의 일원으로서 정보 수집에만 제한적으로 참여하고 있다.
싱가포르는 싱가포르 해군의 정보 융합 센터 팀을 배치하여 상업 해운 커뮤니티에 대한 정보 공유 및 참여 지원 활동과 연합해군에 대표를 파견할 예정이다.

## 타임라인

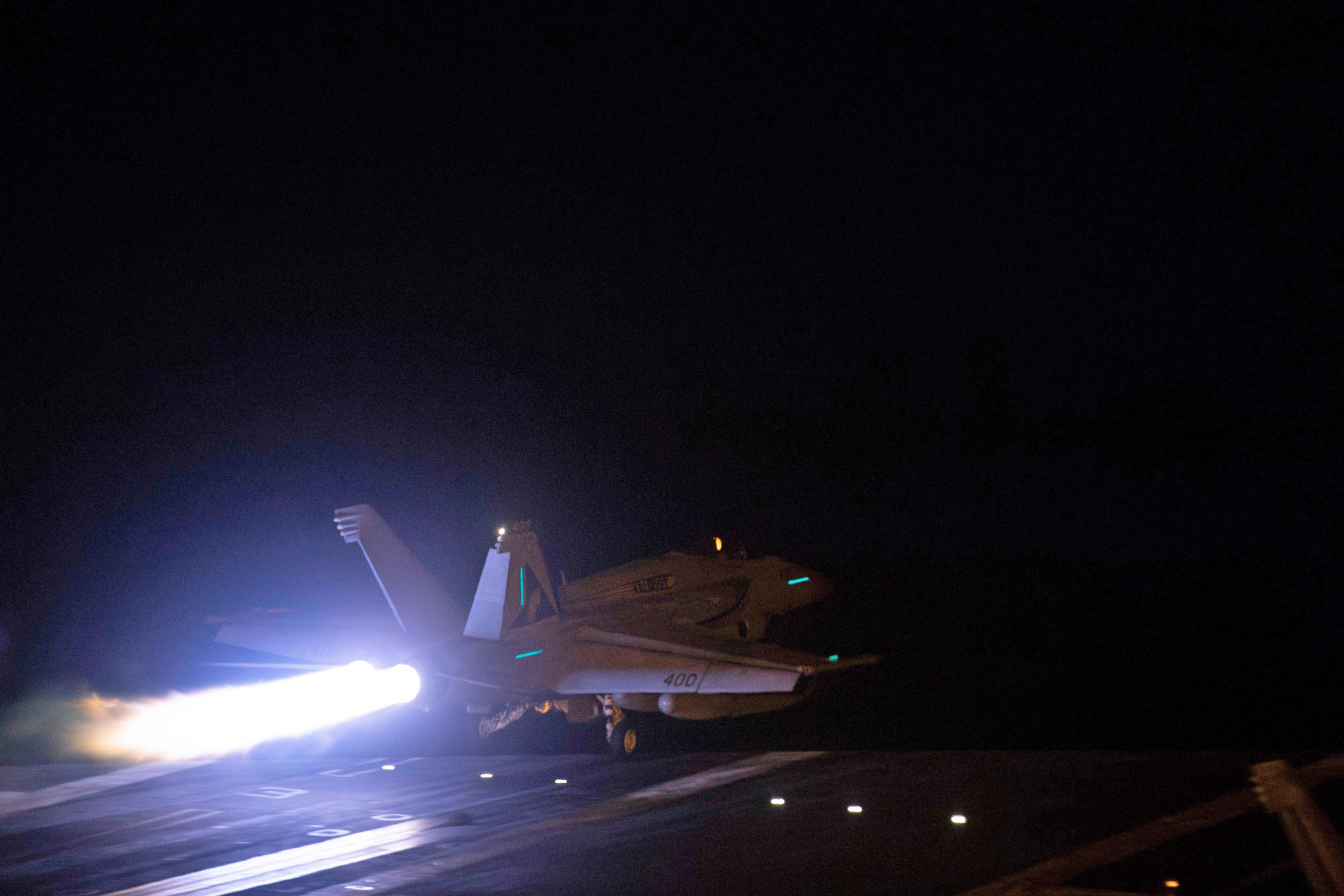
2024년 예멘 공습을 위해 밤에 이륙하는 미 해군 F/A-18 전투기.

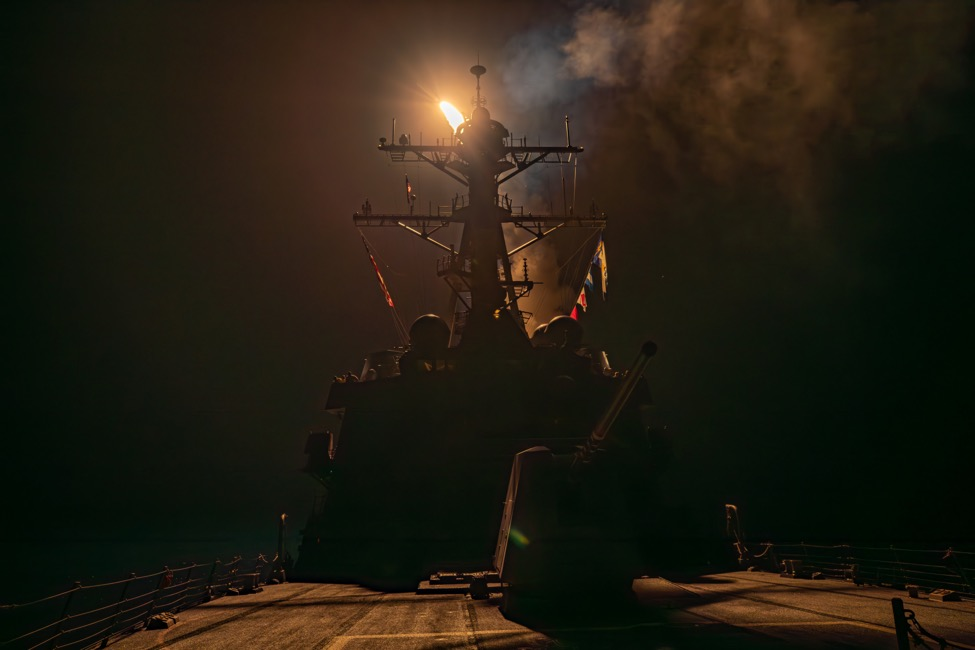
2024년 예멘 공습에 위해 미 해군 함정에서 미사일이 발사되고 있다.

2024년 1월 12일, 미국과 영국은 호주, 캐나다, 한국, 독일, 네덜란드, 바레인의 지원을 받아 예멘의 후티반군에 대한 공습을 시작했다.

## 해운에 대한 공격
| 배                  | 깃발       | 날짜                | 공격 유형                 | 세부 | 사상자 수                      | Ref           |
| ------------------- | ---------- | ------------------- | ------------------------- | --- | ------------------------------ | ------------- |
| 블라마넨            | 노르웨이   | 2023년 12월 23일    | 단방향 드론 공격          | 공격 실패; 손상 없음. 소유자이자 운영자인 Hansa Tankers(노르웨이). |                                | [ 41 ] [ 42 ] |
| 사이 바바           | 가봉       | 2023년 12월 23일    | 드론 폭격                 | 단방향 공격 드론에 의해 공격됨; 부상은 보고되지 않음 |                                | [ 41 ] [ 43 ] |
| MSC 유나이티드 VIII | 라이베리아 | 2023년 12월 26일    | 해군 미사일 공격          | 선박 근처에서 여러 차례 폭발이 발생했으며, 부상은 보고되지 않았다. |                                | [ 44 ] [ 45 ] |
| 머스크 항저우       | 싱가포르   | 2023년 12월 30~31일 | 대함미사일 공격/해적 미수 | 무장 세력이 공격하여 선박을 공격. 부상 없음. 12월 31일 나포 시도가 실패함. | 후티 반군 10명 사망 / 3척 침몰 | [ 4 ] [ 46 ]  |
| 세인트 니콜라스     | 그리스     | 2024년 1월 11일     | 나포                      | 오만 소하르 동쪽 50 해리 (93 km)에서 코만도에 의해 승선되어 지휘되는 유조선, 이란 반다르아바스 방향으로 향하는 것이 마지막으로 추적됨. 소유주는 엠파이어 내비게이션으로, 승무원은 필리핀인 18명, 그리스인 1명으로 구성되어있다. |                                | [ 47 ] [ 48 ] |

## 반응
후티 반군은 "우리는 당신의 함대, 잠수함, 전함을 침몰시킬 수 있는 능력을 갖고 있다"며 "홍해가 당신의 무덤이 될 것"이라고 . 이슬람혁명수비대 (IRGC) 호세인 살라미 총사령관은 공개 성명을 통해 이란 국민에게 연합군을 두려워할 것이 없다고 안심시켰다. (이란 정부는 오랫동안 후티 운동과 직접적인 관계가 있다고 주장 해 왔다.) IRGC 고위 장교인 모하마드 레자 나크디는 방법을 설명하지 않고 "지중해, 지브롤터 해협 및 기타 수로"를 폐쇄하겠다고 위협한 것으로 인용되었다.
미국은 프랑스 국방부를 연합군의 일부로 발표했지만, 프랑스 국방부는 랑그독 호위함을 포함한 전함이 프랑스 지휘 하에 남아있을 것이라고 밝혔다. 프리깃함 Virginio Fasan를 홍해에 배치한 이탈리아 국방부도 이 군함이 번영의 수호자 작전의 일부가 아니라고 밝혔다. 스페인 국방부는 NATO 나 EU의 조정 하에서만 작전에 참여할 것이라고 밝혔다. 스페인은 또한 EU가 수행하는 애틀랜타 작전의 자원을 통해 번영의 수호자 작전에 대한 잠재적인 EU 참여를 거부했다. 당시 스페인은 아틀랜타 작전의 지휘국이었고 호위함 빅토리아호가 이 지역에 배치되었다.

2024년 1월 3일, 라닐 위크레메싱게 스리랑카 대통령은 스리랑카가 홍해에 군함을 배치할 것이라고 밝혔고, 스리랑카 해군은 번영의 수호자 작전의 일환으로 첨단 해양 순찰선 5척 중 하나를 배치할 준비가 되었다고 밝혔다.

## 같이 보기
- 예멘 내전 (2015년~현재)
- 프레잉 맨티스 작전
- 2024년 예멘 미사일 공격